# Ingela Ericsson
Ingela Ericsson (Nicopinga, Sudermânia, 27 de setembro de 1968) é uma ex-canoísta de velocidade sueca na modalidade de canoagem.

## Carreira
Foi vencedora da medalha de bronze em K-4 500 m em Atlanta 1996, junto com as suas colegas de equipa Anna Olsson, Agneta Andersson, Susanne Rosenqvist.